# 고르노자보츠크 (사할린주)
고르노자보츠크(러시아어: Горнозаво́дск)는 사할린주 네벨스키군에 속한 도시다.
사할린섬의 남서쪽에 위치해 있으며, 141km지점에 유즈노사할린스크가 위치해 있다. 과거 일본 통치 시절엔 나이호로(內幌, Найхоро)라고 불렸다.

## 인구
2010년 조사에 의하면 인구는 4,389명이다.